# Allium frigidum
Allium frigidum är en amaryllisväxtart som beskrevs av Pierre Edmond Boissier och Theodor Heinrich von Heldreich. Allium frigidum ingår i släktet lökar, och familjen amaryllisväxter. Inga underarter finns listade i Catalogue of Life.